# Александр Цихонь
Александр Цихонь (пол. Aleksander Cichoń; нар. 9 грудня 1958, Ряшів, Ряшівський повіт, Підкарпатське воєводство) — польський борець вільного стилю, бронзовий призер Олімпійських ігор.

## Життєпис
Народився 9 грудня 1958 року в Ряшеві, син Юліана та Галини, уродженої Хокуби, випускник місцевого механічного технікуму. Борець Ряшівської «Сталі» (1973—1981). Перший тренер Войцех Малек, згодом тренувався під керівництвом Броніслава Гінальського (у клубі) та Євгеніуша Наймарка (у збірній).
У 1978 році став бронзовим призером чемпіонату Європи серед молоді.
На літніх Олімпійських іграх 1980 року в Москві виступав у ваговій категорії до 90 кг. У першому раунді за 3 хвилини 58 секунд поклав на лопатки Амаду Діопа (Сенегал), у другому здолав таким же чином за 2 хвилини 56 секунд Жана-Клода Білоа (Камерун), у третьому після майже 8 хвилин боротьби його суперник Мік Пікос (Австралія) отримав дискваліфікацію, у четвертому виграв з рахунком 12:1 у Крістофа Андансона (Франція). Вийшовши у фінальну трійку, програв у фіналі з рахунком 3:12 Санасару Оганісяну (СРСР) і 2:6 Уве Нойперту (НДР) та здобув у підсумку бронзову медаль.
Після олімпійського успіху в Москві і 5-го місця на чемпіонаті Європи (1980), з 1981 року у ФРН, де отримав громадянство цієї країни, шість разів завойовував титул чемпіона Німеччини (1982—1987). Пізніше був тренером в німецьких клубах, а в 1989—1993 роках — в Англії, де працював зі збірною Англії з боротьби. Нагороджений, серед іншого, Срібною медаллю «За високі спортивні досягнення».

## Спортивні результати на міжнародних змаганнях

### Виступи на Олімпіадах
| Змагання                    | Збірна | Вагова категорія          | Місце  |
| --------------------------- | ------ | ------------------------- | ------ |
| Літні Олімпійські ігри 1980 | Польща | вільна боротьба, до 90 кг | Бронза |

### Виступи на Чемпіонатах Європи
| Змагання                         | Збірна | Вагова категорія           | Місце |
| -------------------------------- | ------ | -------------------------- | ----- |
| Чемпіонат Європи з боротьби 1980 | Польща | вільна боротьба, до 90 кг  | 5     |
| Чемпіонат Європи з боротьби 1984 | Польща | вільна боротьба, до 100 кг | 4     |

### Виступи на інших змаганнях
| Змагання                           | Збірна | Вагова категорія          | Місце  |
| ---------------------------------- | ------ | ------------------------- | ------ |
| Гран-прі Німеччини з боротьби 1979 | Польща | вільна боротьба, до 90 кг | 7      |
| Гран-прі Німеччини з боротьби 1981 | Польща | вільна боротьба, до 90 кг | Бронза |
| Гран-прі Німеччини з боротьби 1983 | Польща | вільна боротьба, до 90 кг | Срібло |
| Гран-прі Німеччини з боротьби 1984 | Польща | вільна боротьба, до 90 кг | 4      |

### Виступи на змаганнях молодших вікових груп
| Змагання                                      | Збірна | Вагова категорія          | Місце  |
| --------------------------------------------- | ------ | ------------------------- | ------ |
| Чемпіонат Європи з боротьби серед молоді 1978 | Польща | вільна боротьба, до 90 кг | Бронза |